# 仙尼斯峰号列车
仙尼斯峰号（法語：Mont Cenis）是曾运行于法国里昂至意大利米兰间一班长途列车所使用的名称，由法国国家铁路及意大利国家铁路在1957年至2003年间共同经营。其命名源自列车行经阿尔卑斯山时所穿越的仙尼峰铁路隧道（又名弗雷瑞斯铁路隧道），后者地处法、意两国边境。列车自开行以来曾先后被纳入全欧快车、快速列车、城际列车及欧城列车等类别，直至2003年停运。

## 历史

### 全欧快车

意大利一侧的仙尼斯峰铁路隧道出入口

1956年9月30日，法国国家铁路在里昂至米兰间开行了一班仅搭载一等车厢等级的快速列车（Rapide），并命名为穿越阿尔卑斯号（Le Transalpin）。它于早晨从米兰发车，午后抵达里昂；并在傍晚从里昂返程，深夜抵达米兰，两地间的行车时间在6小时以上。
在全欧快车（TEE）类别于1957年设立后，其行车网络被分割为北部及南部两部分。而南部的中心城市为米兰，初期计划开行4班全欧快车（另3班分别为莱芒号、利古里亚号及米迪奥拉姆号）在米兰始发及终到。其中仙尼峰号作为原穿越阿尔卑斯号的升级版本及继任者，其行车时间将被缩减为5小时22分左右。然而，由于受到意大利ALn 442-448型柴联车交付延期的影响，仙尼斯峰号遂改用法国的X 2770型柴联车投入运营，成为上述4班全欧快车中唯一能在1957年6月2日按期开行的列车，其中法国境内使用车次为TEE462/467次，意大利境内使用车次为TEE631/632次。X 2770型柴联车于1960年5月29日由意大利ALn 442-448型柴联车所取代，至此，整个南部区域的全欧快车网络均由意大利国家铁路运作。但这项替代并没有为列车服务带来改善，因为ALn 442-448型柴联车在此前的布伦内罗铁路中（米迪奥拉姆号）就被证明了难以应付陡峭的山区地形，列车的平均速度也由85公里/小时下降至75公里/小时。
自1960年代以来，仙尼斯峰铁路隧道前后高达30‰的坡度已被逐渐夷平，以改善行车速度。其它穿越阿尔卑斯山的全欧快车也相继改用高速化的电联车或电力机车运营，但由于仙尼斯峰号所行经的法国一侧采用1500伏直流电第三轨供电（至1976年）、意大利一侧则采用三相交流电（至1961年），两国电气化铁路的差异使得车型的更换尤为艰难。
1966年，另一班全欧快车加泰人塔尔高号的前身加泰人号（Le Catalan）开始提供日内瓦－波尔特沃的服务，并在中转站尚贝里为西行的仙尼斯峰号乘客提供了约半小时的接驳时间，从而形成了米兰至西班牙之间的全一等车厢等级连接。自1967年5月28日起，列车的车次变更为TEE24/25次；至1971年5月23日又进一步调整为TEE14/15次。以下为仙尼峰号在1971/72年的冬季时刻表，亦是其作为全欧快车类别的最后一份时刻表（当时法国使用欧洲中部时间，意大利使用欧洲东部时间，因此莫达讷至巴尔多内基亚区间的实际运行时间约为20分钟）：
| TEE47/48次 | TEE47/48次 | 停靠站         | TEE45/46次 | TEE45/46次 |
| 里程       | 时刻       | 停靠站         | 时刻       | 里程       |
| ---------- | ---------- | -------------- | ---------- | ---------- |
| 0          | 18:00      | 里昂佩拉什     | 11:35      | 465        |
| 107        | 19:13      | 尚贝里         | 10:23      | 358        |
| 121        | 19:23      | 蒙梅利扬       | ↑          | 344        |
| 178        | 19:57      | 圣让德莫里耶讷 | 09:43      | 287        |
| 206        | 20:28      | 莫达讷         | 09:13      | 259        |
| 226        | 21:48      | 巴尔多内基亚   | 09:54      | 239        |
| 237        | 21:57      | 乌尔克西-CCS   | 09:40      | 228        |
| 362        | 22:47      | 都灵（新门）   | 08:37      | 103        |
| 368        | 22:57      | 都灵（苏萨门） | 08:29      | 97         |
| 465        | 00:25      | 米兰中央       | 07:00      | 0          |

随着另一班使用柴联车（非全欧快车类别）连接都灵至里昂的皮埃蒙特号（Il Piemonte）自1967年起开行，仙尼斯峰号在1972年因客流量低迷而停运。此外，意大利生产的柴联车与其它国家的全欧快车车厢比较显得相形见绌，它们被认为不再适合全欧快车的标准。

### 快速列车
自1972年9月30日起，所有的ALn 442-448型柴联车均撤出服务，它们大多由意大利的第二代全欧快车车厢所取代。仙尼斯峰则更改为仅搭载一等席别的快速列车类别，重新使用法国的X 2771型柴联车运营，尽管这也是原全欧快车使用的车辆，但它被漆以法国国家铁路的橙色+灰色涂装，并且不再纳入全欧快车网络。
1978年5月28日，仙尼斯峰号的柴联车替换为由机车牵引的客车车厢，其编组由法国的Corail型车厢及意大利的Eurofima型车厢组成，并开始搭载二等车厢席别。1980年6月1日，仙尼斯峰号被纳入城际列车类别，获得车次为IC214/215。

### 欧城列车
尽管欧城列车网络在1987年便设立，但由于仙尼斯峰号在里昂－米兰区间的运行耗时在6小时以上，平均速度低于80公里/小时，因此无法满足欧城列车要求平均速度不得低于90公里/小时的标准。在时隔近10年后、至1996年9月29日仙尼斯峰号才符合标准被纳入这一类别。它成为往返于里昂至都灵间的5班欧城列车之一。其中仙尼峰号与大仲马号（Alexandre Dumas）、孟佐尼号（Manzoni）一同在米兰始发及终到，另外两班弗雷瑞斯号（Fréjus）和蒙吉内孚罗号（Monginevro）仅提供都灵－里昂间的服务。大仲马号及孟佐尼号运营采用法国国家铁路的TGV列车，仙尼斯峰号及另外两班则采用意大利国家铁路的ETR 460型电联车运营。由于具备摆式列车技术的ETR 460型电联车能够更好的适应山区铁路，因此其运营时间会比TGV快将近30分钟。然而，这款意大利列车的可靠性能与数十年前的ALn 442-448型柴联车一样，可靠性都较差，故障率持续高企。两年后，意大利提供的服务缩减一班，以方便对另外两个动车组进行保养维护。至2000年5月，法国国家铁路希望摆脱意大利的这个麻烦，它们计划以机车牵引的客车车厢的方式来取代ETR 460型电联车。这一计划在2002年12月15日得到落实，两国牵引机车的换挂工作在莫达讷完成。一年后，仙尼斯峰被采用TGV列车运营于巴黎至米兰间的欧城列车卡拉瓦乔号（Carravagio）所取代，仙尼峰号成为历史。

## 机车车辆

### 柴联车
仙尼斯峰号在柴联车时代曾使用过以下车型：
| 期间                          | 配属           | 型号                | 编组                |
| ----------------------------- | -------------- | ------------------- | ------------------- |
| 1956年9月20日 - 1960年5月28日 | 法国国家铁路   | X 2770型柴联车（）  | 2节编组，全一等席别 |
| 1960年5月29日 - 1972年9月20日 | 意大利国家铁路 | ALn 442-448型柴联车 | 2节编组，全一等席别 |
| 1972年9月21日 - 1978年5月27日 | 法国国家铁路   | X2771型柴联车       | 3节编组，全一等席别 |

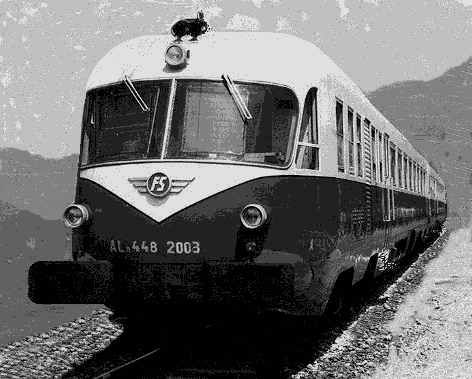
ALn 442-448型柴联车

这些柴联车由于既不设餐车，也没有空调设备，同时柴油发动机的噪音过大以及座位容量不足等缺陷使得它在1960年代末期开始已无法满足全欧快车的要求。基于此原因，仙尼斯峰号在1972年被撤销全欧快车类别。
在1967年至1971年间运营的皮埃蒙特号列车则一直使用法国国家铁路的X2771型柴联车。它也采用全列一等车厢等级，但并未纳入全欧快车类别。

### 客车车厢
仙尼斯峰号自1978年起使用由电力机车牵引的客车车厢。最初其编组中的一等席别使用意大利生产的Eurofima型车厢，二等席别则使用法国生产的Corail型车厢。在1980年，其标准编组由2节一等车及4节二等车组成。至1993年，列车的一等席别也改用Corail型车厢，编组变更为1节一等车、5节二等车及1节一等/二等合造车。
当仙尼斯峰号于2000年再度采用客车编组时，其车厢由意大利国家铁路提供。
在牵引机车方面，里昂至莫达讷区间由CC 6500型电力机车或BB 26000型电力机车担当本务机；莫达讷至都灵区间由E 656型电力机车或E 632型电力机车担当；都灵至米兰区间则由E 444型电力机车担当。

### 电联车
1996年至2000年期间，仙尼斯峰号曾使用意大利国家铁路提供的ETR 460型电联车提供运营。它采用3节一等车、1节餐车和5节二等车的固定编组形式。后因列车的高故障率而在2000年又恢复推挽式的客车车厢。

## 脚註
1. 1 2  Mertens & Malaspina 2007，第172頁
2. ↑  Hajt 2001，第102頁.
3. 1 2 3 4 5 6 7  Malaspina 2005，第126-128頁.
4. ↑  Dell'Amico 2005，第17頁.
5. ↑  Hajt 2001，第103頁.
6. ↑  Meillasson 2009，第29-31頁
7. ↑  Dell'Amico 2005，第18頁.
8. ↑  Werbeamt der DB 1971，第21頁.
9. ↑  Mertens & Malaspina 2007，第59頁
10. 1 2 3  Mertens & Malaspina 2007，第172-174頁
11. ↑  Mertens & Malaspina 2007，第174頁
12. ↑  Dell'Amico 2005，第21頁.
13. ↑  Mertens & Malaspina 2007，第174-175頁
14. ↑  Malaspina 2006，第34頁.
15. ↑  Mertens & Malaspina 2007，第175頁
16. ↑  Mertens & Malaspina 2007，第46頁
17. ↑  Koschinski 2007，第71頁.